# Canadienses
Los canadienses (en francés: Canadiens / Canadiennes) son personas identificadas con el país de Canadá. La conexión puede ser residencial, legal, histórica o cultural. Para la mayoría de los canadienses, existen varias (o todas) de estas conexiones y son colectivamente la fuente de su ser canadiense. La mayoría de las personas que se consideran "canadienses" suelen ser aquellas que tienen la ciudadanía canadiense. 
Canadá es una sociedad bilingüe y multicultural en la que viven personas de muy diversos orígenes étnicos, religiosos y nacionales, con la mayoría de la población formada por inmigrantes del Viejo Mundo y sus descendientes. Tras el período inicial de colonización francesa y luego el mucho más amplio de colonización británica, a lo largo de casi dos siglos se produjeron diferentes oleadas (o picos) de inmigración y asentamiento de pueblos no indígenas, que continúan en la actualidad. Elementos de las costumbres, lenguas y religiones indígenas, francesas, británicas y de los inmigrantes más recientes se han combinado para formar la cultura de Canadá y, por tanto, una identidad canadiense. Canadá también ha recibido una fuerte influencia de su vecino lingüístico, geográfico y económico: Estados Unidos.
La independencia canadiense del Reino Unido fue creciendo gradualmente a lo largo de muchos años tras la formación de la Confederación Canadiense en 1867. La Primera y la Segunda Guerra Mundial, en particular, suscitaron entre los canadienses el deseo de que su país fuera reconocido como un Estado soberano de pleno derecho con una ciudadanía diferenciada. La independencia legislativa se estableció con la aprobación del Estatuto de Westminster de 1931, el Acta de Ciudadanía Canadiense de 1946 entró en vigor el 1 de enero de 1947 y la plena soberanía se alcanzó con la patriación de la Constitución en 1982. La legislación canadiense en materia de nacionalidad era muy similar a la del Reino Unido. La legislación promulgada desde mediados del siglo XX representa el compromiso de los canadienses con el multilateralismo y el desarrollo socioeconómico.

## Población
En 2010, los canadienses sólo representaban el 0.5% de la población mundial, habiendo dependido de la inmigración para el crecimiento demográfico y el desarrollo social. Aproximadamente el 41% de los canadienses actuales son inmigrantes de primera o segunda generación, y el 20% de los residentes canadienses en la década de 2000 no habían nacido en el país.Statistics Canada prevé que, para 2031, casi la mitad de los canadienses mayores de 15 años habrán nacido en el extranjero o tendrán un progenitor nacido en él. Según el censo canadiense de 2016, los pueblos indígenas eran 1 673 780, es decir, el 4.9% de la población del país, que ascendía a 35 151 728 habitantes.

### Inmigración
Aunque los primeros contactos entre europeos e indígenas en Canadá se habían producido un siglo antes, el primer grupo de colonos permanentes fueron los franceses, que fundaron los asentamientos de Nueva Francia, en las actuales Quebec y Ontario, y Acadia, en las actuales Nueva Escocia y Nuevo Brunswick, a principios del siglo XVII.
Alrededor de 100 familias de origen irlandés se asentaron en el valle del San Lorenzo en 1700, asimilándose a la población y la cultura canadienses.Durante los siglos XVIII y XIX, la inmigración hacia el oeste (a la zona conocida como Tierra de Rupert) corrió a cargo de los «voyageurs», colonos franceses que trabajaban para la Compañía del Noroeste, y de colonos británicos (ingleses y escoceses) que representaban a la Compañía de la Bahía de Hudson, junto con leñadores emprendedores independientes llamados coureur des bois.Esta llegada de recién llegados dio lugar a la creación de los mestizos, un grupo étnico de ascendencia mixta europea y de las Primeras Naciones.